# Universidad Chukyo
La Universidad Chukyo (en japonés: 中京大学 Chūkyō Daigaku?) es una universidad privada ubicada en la prefectura de Aichi, Japón. Fue fundada en 1956 y el campus se encuentra repartido entre las ciudades de Nagoya y Toyota. Actualmente posee 11 facultades.

## Estudiantes notables
- Jun Maeda, escritor japonés
- Mao Asada, patinadora olímpica
- Shoma Uno, bicampeón olímpico